# Melierax canorus
El azor lagartijero claro (Melierax canorus) es una especie de ave accipitriforme de la familia Accipitridae. Se trata de un azor africano de alas grandes y cola larga, habita en parajes abiertos como sabanas y semidesiertos.
Esta ave acecha desde una percha y se abate en rápido vuelo sobre pequeños animales como lagartijas, aves o mamíferos, e incluso insectos grandes. Tras la captura, sigue con su vuelo, y se posa en la misma u otra percha. Suele vivir en parejas, ocupando cada una un territorio. Se posa en los árboles de noche, y se protege del calor entre el follaje umbrío durante el mediodía.

## Subespecies
Se conocen dos subespecies de Melierax canorus :
- Melierax canorus argentior - del sur de Angola a Zimbabue y noreste de Sudáfrica.
- Melierax canorus canorus - Sudáfrica meridional.